# 2013 في باراغواي
فيما يلي قوائم الأحداث التي وقعت خلال عام 2013 في باراغواي.

## سياسة

### تعيين في المنصب
- 15 أغسطس – هوراسيو كارتس رؤساء باراغواي.

### انتهاء فترة المنصب
- 15 أغسطس – فيديريكو فرانكو رؤساء باراغواي.

## رياضة
- 1 يناير – الدوري الأوروغواياني لكرة القدم 2013 الفائز ناسيونال أسونسيون.

## وفيات

### فبراير
- 2 فبراير – لينو أوفييدو (مواليد 1943) سياسي باراغواياني.

### مايو
- 12 مايو – صموئيل أغيلار (مواليد 1933) لاعب كرة قدم باراغواياني.

### نوفمبر
- 26 نوفمبر – كايتانو ري (مواليد 1938) لاعب كرة قدم باراغواياني.